# Cássio Reis
Cássio Roberto Ferreira dos Reis Junior (São Paulo, 27 de julho de 1977) é um ator e apresentador brasileiro.

## Carreira
Em 2012, Cássio assinou contrato com a Rede Record. Participou do Hoje em Dia como repórter no quadro: "Passaporte Hoje em Dia", onde realizava viagens com o destino escolhido pelo público. Cássio Reis também apresenta o Ídolos Kids, reality show exibido pela Record que irá escolher o novo astro do universo infantil e terá como jurados Afonso Nigro, Kelly Key e João Gordo. Apresentou também o programa especial Extreme Makeover Social no rodizio de apresentadores. E apresentou também o especial de fim de ano Rebeldes para Sempre.

## Vida pessoal
Foi casado de 2005 a 2010 com a também atriz Danielle Winits, com quem tem um filho chamado Noah, nascido em 19 de dezembro de 2007.

## Filmografia
| Ano     | Título                  | Personagem         | Notas                              |
| ------- | ----------------------- | ------------------ | ---------------------------------- |
| 2005    | Essas Mulheres          | Tadeu Chaves Brito |                                    |
| 2006    | Cobras & Lagartos       | Murilo Ortega      |                                    |
| 2007    | Pé na Jaca              | Renan              | Episódio: "24 de março e 2007"     |
| 2008    | Guerra e Paz            | Inácio             | Episódio: "Maníacos e Depressivos" |
| 2009    | Cinquentinha            | Dr. Júlio Catão    |                                    |
| 2010    | O Relógio da Aventura   | Soldado            | Especial de fim de ano             |
| 2011    | Macho Man               | Lelê               | Episódio: "29 de abril de 2011"    |
| 2012    | Hoje em Dia             | Repórter           | Quadro: "Passaporte Hoje em Dia"   |
| 2012    | Extreme Makeover Social | Apresentador       |                                    |
| 2012–13 | Ídolos Kids             | Apresentador       |                                    |
| 2012    | Rebeldes para Sempre    | Apresentador       | Especial de fim de ano             |
| 2014    | As Canalhas             | Raul               | Episódio: "A Aeromoça Tradicional" |
| 2016    | Enredo de Bamba         | Eduardo            |                                    |
| 2017    | Novo Mundo              | Cosme              | Episódio: "23 de setembro"         |
| 2017    | Novo Mundo              | Damião             | Episódio: "23 de setembro"         |